# Георги Пинчев
Георги Пинчев e български политик.

## Биография
Роден е на 15 март 1938 г. в село Малево, Хасковско.
През 1955 г. и през 1958 г. е съден по Закона за разтуряне и забрана на Българския земеделски народен съюз – Никола Петков, като получава присъди от по 5 и 12 години затвор.
Завършва българска филология във ВТУ „Кирил и Методий“, град Велико Търново, и преподава български език и литература от 1970 г. до 1991 г.
След 1989 г. отново се включва активно в политическия живот. Заема длъжността организационен секретар на БЗНС „Никола Петков“ от 1991 г. до 1992 г. и е член на ПП на БЗНС от 1995 г. до 1996 г. През 1996 г. става главен секретар на БЗНС и остава на тази длъжност до 1997 г., две години е организационен секретар на партията, а през 1999 г. отново е избран за главен секретар на БЗНС. Главен редактор е на печатния орган на БЗНС – националния седмичен вестник „Земеделско знаме“.
Депутат е в XXXVII народно събрание от 1994 г. до 1997 г. и в XXXVIII народно събрание от 1997 г. до 2001 г., където е член на парламентарната комисия по култура и медии и на парламентарната комисия по земеделие. През 2005 г. участва в парламентарните избори в рамките на коалиция ОДС (СДС, Демократическа партия, движение Гергьовден, БЗНС, НС - БЗНС, ДРОМ) и става народен представител в XL народно събрание с мандат от окръг Пловдив. Там участва като член във временната комисия по земеделие и гори (между 4 август 2005 г. и 24 август 2005 г.), както и на Комисията по парламентарна етика.
Георги Пинчев умира на 9 декември 2020 година.